# Parco nazionale di Isle Royale
Il parco nazionale di Isle Royale è un'area naturale protetta che si trova nella contea di Keweenaw, nello Stato del Michigan, nel territorio degli Stati Uniti d'America.
Il parco è composto dall'Isle Royale e da altre 450 circa piccole isole del Lago Superiore, oltre che dalle acque circostanti.

## Storia
L'isola di Isle Royale fu frequentata più di 5000 anni fa per l'estrazione del rame, i cui giacimenti sono abbondanti nella zona. Pur mancando prove di stanziamenti permanenti, le popolazioni native della zona praticarono la caccia e la pesca nelle isole del lago, installando probabilmente alcuni accampamenti estivi in esse.
I primi viaggiatori europei a raggiungere le isole furono missionari gesuiti e commercianti di pellicce provenienti dalla Francia, che stabilirono i primi contatti con gli Ojibway presenti nella zona. A partire dal 1860, con la scoperta dei grandi giacimenti di rame, ad Isle Royale furono aperte nuove miniere di rame, che in molti casi andarono a sfruttare i pozzi già aperti in epoca preistorica; poco più tardi vi si insediarono alcune comunità di pescatori.
A partire dagli anni trenta del XX secolo, con l'idea di istituire un'area protetta, il governo federale cominciò ad acquisire le terre, allontanando le piccole comunità residenti sulle isole; il 3 aprile 1940 fu istituito il parco, che fu ampliato con l'inclusione di altre isole due anni dopo.

## Flora e fauna

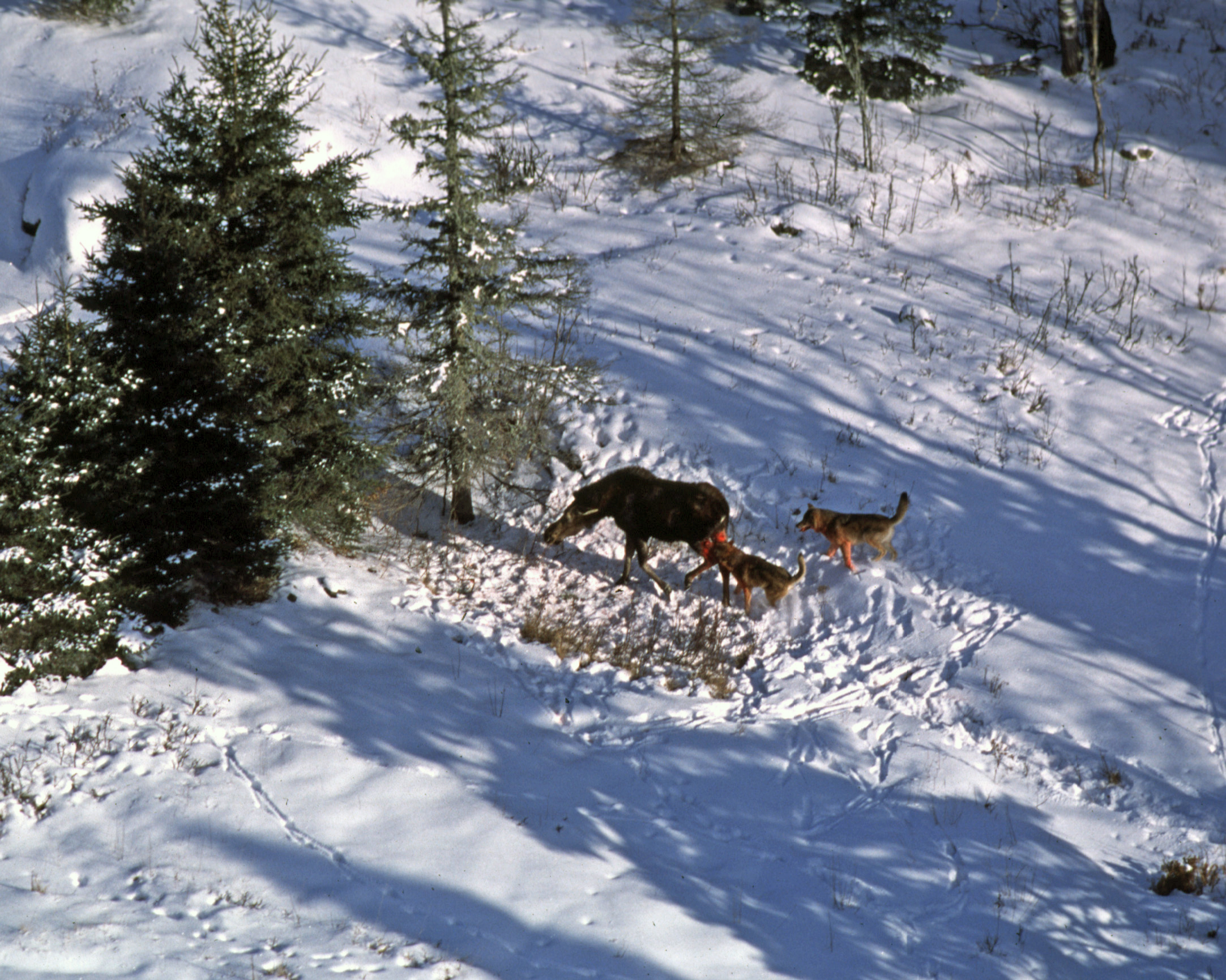
Due lupi attaccano un alce

L'habitat predominante del parco consiste nella foresta mista laurenziana, con caratteristiche miste tra la vera foresta boreale e il bosco di latifoglie, tipico di regioni a latitudine inferiore. Le piante più presenti sono la Betula papyrifera, l'acero del Canada, il Populus tremuloides, la tuia occidentale, la Picea laxa, la Picea mariana, l'Abies balsamea e il pino strobo.
Il parco nazionale di Isle Royale è famoso per la sua popolazione di lupi e di alci, a lungo studiati in questo habitat nel loro rapporto predatore-preda in ambiente selvaggio.
Oltre a lupi e alci, sono presenti nel parco anche castori, topi muschiati, visoni, donnole, lepri scarpa da neve, scoiattoli grigi, volpi rosse, wapiti, orsi neri, ursoni e moffette.